# William Díaz (futbolista)
William Díaz (Mérida, Estado Mérida, Venezuela; 31 de marzo de 1985) es un exfutbolista venezolano que jugaba como defensa.

## Clubes
| Club                  | País      | Año         | PJ | Goles |
| --------------------- | --------- | ----------- | -- | ----- |
| Unión Lara SC         | Venezuela | 2008        | 5  | 0     |
| Estudiantes de Mérida | Venezuela | 2008 - 2010 | 55 | 7     |
| Zamora FC             | Venezuela | 2010 - 2011 | 31 | 3     |
| Deportivo Táchira     | Venezuela | 2011 - 2013 | 33 | 0     |
| Deportivo La Guaira   | Venezuela | 2013        | 14 | 0     |
| Aragua FC             | Venezuela | 2013 - 2014 | 17 | 0     |
| Deportivo Anzoátegui  | Venezuela | 2014 - 2015 | 34 | 2     |
| Caracas FC            | Venezuela | 2015 - 2017 | 53 | 0     |
| Estudiantes de Mérida | Venezuela | 2018 - 2019 | 51 | 7     |
| Carabobo FC           | Venezuela | 2020 - 2021 | 14 | 0     |
| Estudiantes de Mérida | Venezuela | 2021 - 2022 | 55 | 5     |

## Palmarés

### Campeonatos nacionales
| Título          | Club                  | País      | Año  |
| --------------- | --------------------- | --------- | ---- |
| Torneo Apertura | Estudiantes de Mérida | Venezuela | 2019 |

- Datos: Q6167609